# The Lovers: The Great Wall Walk
The Lovers: The Great Wall Walk – ostatni wspólny performance w wykonaniu Mariny Abramović i Ulaya. Artyści w roku 1988 postanowili się rozstać i zakończyć wspólną działalność artystyczną, która trwała 12 lat.
Po długim czasie negocjacji z władzami Chin uzyskali zgodę na przeprowadzenie performance. Artyści wyszli z różnych krańców Wielkiego Muru Chińskiego by spotkać się w środku i powiedzieć sobie Do widzenia. Abramović wyszła ze wschodniego krańca z Shanhaiguan na wybrzeżu Morza Żółtego. Ulay wyszedł z krańca zachodniego – z fortecy Jiayuguan, które znajduje się na południowo-zachodnim skraju Pustyni Gobi. Po 90 dniach spotkali się w Erlang Shan w Shenmu, w prowincji Shaanxi. Uścisnęli się i od tego momentu przestali tworzyć jedność, za którą uważali się przez ostatnie 12 lat. W ich pracach często można dostrzec działania rytualne, elementy mitologii i myśli wschodniej. Ten performance został uznany za idealny koniec ich wspólnej twórczości. Występ został nagrany przez Murraya Grigora dla BBC (na taśmie 16 mm) w dwóch filmach. Dokument The Great Wall: Lovers at the Brink, którego istnieje zarówno wersja dłuższa jak i skrócona, VHS. W filmie The Lovers: Boat Emptying, Stream Entering można zobaczyć relację z tego zdarzenia z perspektywy Abramović.